# The Boys Are Back
The Boys Are Back (em Portugal: Só eles! e no Brasil: Os garotos estão de volta) é um filme australiano/neozelandês/britânico dirigido por Scott Hicks, produzido por Greg Brenman e protagonizado por Clive Owen. Baseado no livro The Boys Are Back In Town (Os garotos estão de volta) por Simon Carr, o filme oferece um a resultado composto pela música de Hal Lindes e uma trilha sonora por Sigur Rós.

## Sinopse
Joe Warr (Clive Owen) é um escritor esportivo britânico que mora na Austrália com sua segunda esposa, Katy (Laura Fraser) e seu novo, excêntrico filho Artie (Nicholas McAnulty). Quando Katy é diagnosticada com câncer e falece, Joe supera com as responsabilidades de ser um pai solteiro graças à ajuda do espírito da sua amada esposa.
Ele convida seu filho adolescente pertencente ao seu primeiro matrimônio, Harry (George MacKay), para chegar-se e morar com ele na Australia por um tempo. Embora Harry está enervado ao começo pela escassez de disciplina na casa, ele finalmente termina gostando e, forma uma forte relação com Artie.
Quando Joe é forzado por causa do trabalho deixar eles sozinhos na casa por uma noite, adolescentes do bairro puseram um grupo de convidados para a casa contra os desejos dos dois garotos.
Com a casa saqueada, Harry voa de retorno para a Inglaterra. Joe e Artie chegam depois dele e logo de um tempo, convenceram Harry para se mudar a Australia a tempo completo.
Joe tinha acercado-se aos seus dois filhos, mas continúa criando eles com a mesma escassez de disciplina que antes.

## Elenco
- Clive Owen como Joe Warr
- Laura Fraser como Katy
- Emma Lung como Mia
- Nicholas McAnulty como Artie
- George MacKay como Harry
- Julia Blake como Bárbara
- Emma Booth como Laura
- Erik Thomson como Digby
- Natasha Little como Flick
- Alexandra Schepisi como Mãe
- Adam Morgan como Jornalista
- Tommy Bastow como Ben